# The Pinch Hitter (película de 1917)
The Pinch Hitter es una película muda de comedia dramática estadounidense de 1917 dirigida por Victor Schertzinger y protagonizada por Charles Ray. Fue producida por Thomas H. Ince y distribuida por Triangle Film Corporation.
La película tuvo un remake en 1925 protagonizada por Glenn Hunter con el mismo nombre.

## Trama
Después de que su padre le haya dicho tantas veces que nunca llegará a nada, Joel Parker (Charles Ray) no tiene confianza en sí mismo. Cuando va a la universidad, se convierte en el blanco de muchas bromas, pero tiene una amiga, Abbie Nettleton (Sylvina Breamer), una chica que dirige una confitería. Debido a su torpeza, a Joel se le permite usar un uniforme de béisbol y sentarse en el banco del equipo, solo para tener suerte. El gran juego atrae al padre de Joel, que viene a ver a su hijo jugar a la pelota. Durante todo el juego, la presencia de Joel es una broma hasta que un giro de las circunstancias le da la oportunidad de ir a batear en un momento crucial. Un destello de determinación y un poco de suerte le permiten a Joel convertirse en el héroe de la casa mientras batea un jonrón a través de la cerca del backfield. Con su confianza restaurada, Joel gana el amor de Abbie y también una nueva perspectiva de la vida.

## Reparto
- Charles Ray como Joel Parker;
- Sylvia Breamer como Abbie Nettleton;
- Joseph J. Dowling como Obediah Parker;
- Jerome Storm como Jimmie Slater;
- Darrel Foss como Alexis Thompson;
- Louis Durham como el entrenador Nolan.

## Estado de preservación
La  Biblioteca del Congreso, el Archivo de Cine y Televisión de UCLA y el George Eastman Museum,  poseen copias de la película.